# تشيزاري بافيزي
تشيزاري بافيزي (بالإيطالية: Cesare Pavese)‏ (9 سبتمبر 1908 - 27 أغسطس 1950م) شاعر وروائي وناقد فني ومترجم إيطالي، ويعتبر من أهم الأدباء الإيطاليين في القرن العشرين. صدرت له نحو 10 أعمال أدبية مابين الشعر والرواية والقصة القصيرة.

## دراسته
تلقى تعليمه الأول في مسقط رأسه بلدة سان ستيفانو، ثم انتقل إلى تورينو لإكمال دراسته الثانوية. اهتم بافيزي بالأدب الإنجليزي وتخصص فيه بعد أن ألتحق بجامعة تورين بإيطاليا، وكانت أطروحته عن الشاعر والت وايتمان، وقام بافيزي بترجمة أعمال من الأدب البريطاني والأمريكي الكلاسيكي والحديث، الذي كان في ذلك الوقت مجهول بإيطاليا.

## حياته
انضم بافيزي لحركات مناهضة للفاشية وفي العام 1935م أُلقي القبض عليه بعد أن ثبت تلقيه رسائل من سجين سياسي لينفى بعد عدة شهور إلى جنوب إيطاليا مع آخرين وجهت إليهم نفس التهم ليعود بعد عام إلى تورين ويعمل مترجمًا لدى الناشر جوليو إينودي.
وعندما كان في روما استُدعي للتجنيد في الجيش الفاشي، ولكنه سرح بعد ستة أشهر قضاها في المستشفى العسكرى نتيجة لاصابته بالربو، وعندما عاد إلى تورين وجد الألمان قد احتلوا الشوارع وأصدقاءه شكلوا مجموعات لمحاربة الألمان، فهرب بافيزي إلى الجبال القريبة من مدينة كازالي مونفيراتو ولم يشارك في القتال الدائر حينها.
كان بافيزي المعلم للكاتبة والمترجمة الشابة فيرناندا بيفانو، والتي كانت تلميذته السابقة والتي أعطاها النسخة الأنجليزية لمؤلفه الشعري Spoon River Anthology والذي ضم قصائد شعرية قصيرة، ترجمتها فيرناندا إلى الإيطالية عام 1943م.
بعد انتهاء الحرب اشترك بافيزي في الحزب الشيوعي الإيطالي، وعمل في صحيفة الحزب وهي الفترة التي أنتجت فيها معظم أعماله، وكان بافيزي يزور باستمرار مسقط رأسه والتي كان يجد فيها العزاء من الاكتئاب والأزمات التي يلاقيها، فقد ذهب إليها بعد قصة حب قصيرة انتهت بالفشل مع الممثلة الأمريكية كونستانس داولينغ والتي هجرته وعادت إلى بلادها، وقد أهدى بافيزي روايته الأخيرة إليها.

## أعماله

### روايات
- رواية (بلداتكم) عام 1941.
- رواية (الشاطئ) عام 1941.
- رواية (عطلة آب) عام 1946.
- رواية (الرفيق) عام 1947.
- رواية (الشيطان في التلال) عام 1948.

### قصص قصير
- (منزل في التلة) مجموعة قصصية عام 1949.
- (الصيف الجميل) مجموعة قصصية عام 1949.

### شعر
- (ليأت الموت ويأخذ عينيك) مجموعة شعرية نشرت بعد وفاته عام 1951.[4]

## انتحاره
قصة حبه الفاشلة بالإضافة إلى الإحباط السياسي الذي أصابه دفعا بافيزي إلى الانتحار، بتناول جرعة مفرطة من الباربيتورات في عام 1950م، وهو نفس العام الذي فاز فيه بجائزة Strega Prize عن روايته La Bella Estate.

## روابط خارجية
- تشيزاري بافيزي على موقع IMDb (الإنجليزية)
- تشيزاري بافيزي على موقع الموسوعة البريطانية (الإنجليزية)
- تشيزاري بافيزي على موقع مونزينجر (الألمانية)
- تشيزاري بافيزي على موقع ميوزك برينز (الإنجليزية)
- تشيزاري بافيزي على موقع إن إن دي بي (الإنجليزية)
- تشيزاري بافيزي على موقع ديسكوغز (الإنجليزية)
- تشيزاري بافيزي على موقع قاعدة بيانات الفيلم (الإنجليزية)